# Xinxu (köping i Kina, lat 23,33, long 108,79)
Xinxu (kinesiska: 新圩镇, 新圩) är en köping i Kina. Den ligger i den autonoma regionen Guangxi, i den södra delen av landet, omkring 75 kilometer nordost om regionhuvudstaden Nanning.
Genomsnittlig årsnederbörd är 1 879 millimeter. Den regnigaste månaden är juli, med i genomsnitt 309 mm nederbörd, och den torraste är februari, med 37 mm nederbörd.